# Draft NFL 1979
Il Draft NFL 1979 si è tenuto dal 3 al 4 maggio 1979. La lega tenne anche un draft supplementare prima dell'inizio della stagione regolare.

## Primo giro
|  | = Pro Bowler |

|  | = Hall of Famer |

| Scelta | Squadra              | Giocatore         | Ruolo            | College              |
| ------ | -------------------- | ----------------- | ---------------- | -------------------- |
| 1      | Buffalo Bills        | Tom Cousineau     | Linebacker       | Ohio State           |
| 2      | Kansas City Chiefs   | Mike Bell         | Defensive end    | Colorado State       |
| 3      | Cincinnati Bengals   | Jack Thompson     | Quarterback      | Washington State     |
| 4      | Chicago Bears        | Dan Hampton       | Defensive tackle | Arkansas             |
| 5      | Buffalo Bills        | Jerry Butler      | Wide receiver    | Clemson              |
| 6      | Baltimore Colts      | Barry Krauss      | Linebacker       | Alabama              |
| 7      | New York Giants      | Phil Simms        | Quarterback      | Morehead State       |
| 8      | St. Louis Cardinals  | Ottis Anderson    | Running Back     | Miami                |
| 9      | Chicago Bears        | Al Harris         | Defensive End    | Arizona State        |
| 10     | Detroit Lions        | Keith Dorney      | Offensive tackle | Penn State           |
| 11     | New Orleans Saints   | Russell Erxleben  | Place Kicker     | Texas                |
| 12     | Cincinnati Bengals   | Charles Alexander | Running Back     | LSU                  |
| 13     | San Diego Chargers   | Kellen Winslow    | Tight end        | Missouri             |
| 14     | New York Jets        | Marty Lyons       | Defensive End    | Alabama              |
| 15     | Green Bay Packers    | Eddie Lee Ivery   | Running Back     | Georgia Tech         |
| 16     | Minnesota Vikings    | Ted Brown         | Running Back     | North Carolina State |
| 17     | Atlanta Falcons      | Don Smith         | Defensive End    | Miami                |
| 18     | Seattle Seahawks     | Manu Tuiasosopo   | Defensive Tackle | UCLA                 |
| 19     | Los Angeles Rams     | George Andrews    | Linebacker       | Nebraska             |
| 20     | Cleveland Browns     | Willis Adams      | Wide Receiver    | Houston              |
| 21     | Philadelphia Eagles  | Jerry Robinson    | Linebacker       | UCLA                 |
| 22     | Denver Broncos       | Kelvin Clark      | Offensive Tackle | Nebraska             |
| 23     | Kansas City Chiefs   | Steve Fuller      | Quarterback      | Clemson              |
| 24     | Miami Dolphins       | Jon Giesler       | Offensive Tackle | Michigan             |
| 25     | New England Patriots | Rick Sanford      | Defensive back   | South Carolina       |
| 26     | Los Angeles Rams     | Kent Hill         | Offensive Tackle | Georgia Tech         |
| 27     | Dallas Cowboys       | Robert Shaw       | Center           | Tennessee            |
| 28     | Pittsburgh Steelers  | Greg Hawthorne    | Running Back     | Baylor               |